# Eoargiolestes
Eoargiolestes is een geslacht van waterjuffers (Zygoptera) uit de familie van de Argiolestidae.

## Soorten
Eoargiolestes is monotypisch en omvat de volgende soort:
- Eoargiolestes ochraceus (Montrousier in Perroud & Montrousier, 1864)